# Ryjówkojeżyk
Ryjówkojeżyk (Neotetracus) – rodzaj ssaków z podrodziny gołyszków (Galericinae) w obrębie rodziny jeżowatych (Erinaceidae).

## Zasięg występowania
Rodzaj obejmuje jeden żyjący współcześnie gatunek występujący w Azji (Chińska Republika Ludowa, Mjanma i Wietnam).

## Morfologia
Długość ciała (bez ogona) 108–110 mm, długość ogona 62–65 mm; masa ciała 36–38 g.

## Systematyka
Rodzaj zdefiniował w 1909 roku francuski zoolog Édouard Louis Trouessart na łamach The Annals and Magazine of Natural History. Na gatunek typowy Trouessart wyznaczył (oznaczenie monotypowe) ryjówkojeżyka chińskiego (N. sinensis).

### Etymologia
Neotetracus: gr. νεος neos ‘nowy’: rodzaj †Tetracus Aymard, 1850.

### Podział systematyczny
Do rodzaju należy jeden występujący współcześnie gatunek:
- Neotetracus sinensis Trouessart, 1909 – ryjówkojeżyk chiński

Opisano również gatunek wymarły z miocenu dzisiejszej Tajlandii:
- Neotetracus butleri Mein & Ginsburg, 1997